# Kaj Leo Johannesen
Kaj Leo Holm Johannesen (Tórshavn, 28 agosto 1964) è un politico ed ex calciatore faroese, di ruolo portiere, ex Primo Ministro delle Isole Fær Øer.